# Echizen (Nyū)
Echizen (越前町?) è una cittadina giapponese della prefettura di Fukui.